# Favstina Kowalska
Sveta Marija Favstina Kowalska, svetno ime Helena Kowalska, poljska redovnica in mistikinja, * 25. avgust 1905, Głogowiec, † 5. oktober 1938, Krakov.
V duhovnem dnevniku (Dnevnik sv. M. Favstine Kowalske. Stična: Cistercijanska opatija. 2001. 9.) je opisala svoja mistična srečanja z Jezusom Kristusom in Cerkvi oznanjala Božje usmiljenje. S posebnimi molitvami, ki ji jih je po njenih navedbah v dnevniku zaupal Jezus, je med kristjani poživila vero v Božjo dobroto. Janez Pavel II, ki je sestro Favstino razglasil za svetnico, je izpolnil Jezusovo naročilo, zapisano v njenem dnevniku, in prvo nedeljo po veliki noči razglasil za praznik Božjega usmiljenja.

## Življenje
Helena Kowalska je bila rojena v revni kmečki družini kot tretji od desetih otrok. Njeno obiskovanje osnovne šole je že leta 1917 prekinila vojna. Domače družinsko življenje sta usmerjala kmečka delavnost in močna osebna pobožnost. Še pozneje se je v svojih duhovnih dnevnikih Favstina spominjala, kako "iskreno, s srcem in pobožno" je molil njen oče. Že leta 1920 je prvič prosila starše, da bi smela vstopiti v samostan, vendar ji družina tega ni dovolila. V sebi je čutila vse močnejši notranji klic, naj zapusti svet in se posveti Bogu, zato je leta 1922 ponovno vztrajno prosila starše, naj ji dovolijo redovni poklic, vendar so jo zopet odločno zavrnili. Zato je svoj notranji klic skušala celo preslišati. Ko je bila nekoč s sestro na plesu, je imela videnje Jezusa, ki ji je rekel: "Do kdaj te bom prenašal in doklej me boš varala?" (Dnevnik sv. M. Favstine Kowalske. Stična: Cistercijanska opatija. 2001. 9.) Po tem videnju je šla v cerkev molit in po notranjem navdihu je julija 1923 odpotovala v Varšavo. Tam je delala kot gospodinjska pomočnica pri neki družini in v raznih samostanih hkrati prosila za sprejem. Naposled so jo bili avgusta 1924 po številnih zavrnitvah  pripravljeni sprejeti v Kongregaciji sester Božje matere usmiljenja, vendar je morala delati še eno leto, da si je lahko kupila skromno sestrsko doto in vstopila v samostan. 
Dne 1. avgusta 1925 so se Helenine želje uresničile, saj je bila sprejeta med redovnice v Kongregaciji sester Božje matere usmiljenja v Varšavi. Začelo se je trinajst let Heleninega redovnega življenja: januarja 1926 je odpotovala v Krakov, da bi tam začela dveletni noviciat. Dne 30. aprila 1930 je uradno vstopila v noviciat kot sestra Marija Favstina in prejela redovno obleko. 
V raznih samostanih v mestih Płock, Varšava, Vilna in Krakov je s. Favstina nato – ob raznih osebnih duhovnih bojih in mističnih doživetjih – do smrti opravljala preprosta, večkrat naporna opravila: delala je v kuhinji, v samostanski pekarni, skrbela za vrt ipd. Nekajkrat se je, izčrpana zaradi naporov in tuberkuloze, morala zdraviti, toda tuberkuloza je napredovala. Zadnje obdobje od maja 1936 do oktobra 1938 je preživela v Krakovu in v bližnjem zdravilišču Prądnik. Zdravje se ji je tako poslabšalo, da se je dne 17. septembra 1938 iz bolnice vrnila v krakovski samostan in tam umrla 5. oktobra 1938 ob 22.45. (Kupka, Jan (2013). Sv. Favstina Kowalska. Glasnica božjega usmiljenja. Koper: Ognjišče. str. 9-36.)

## Duhovnost in mistično življenje
Kot redovnica je imela sestra Favstina prvo videnje Jezusa 22. februarja 1931 na večer pred prvo postno nedeljo, ki ga je opisala tako: »Zvečer, ko sem bila v celici, sem zagledala Gospoda Jezusa v belem oblačilu. Ena roka je bila dvignjena v blagoslov, druga pa se je dotikala obleke na prsih. Iz odstrte obleke na prsih sta izhajala dva velika pramena žarkov, eden rdeč, drugi bel. Molče sem gledala Gospoda; moja duša je bila napolnjena s strahom, pa tudi z veseljem. Čez nekaj časa mi je Jezus rekel: 'Naslikaj podobo po vzorcu, ki ga vidiš, z napisom: Jezus, vate zaupam. Želim, da bi to podobo častili, najprej v vaši kapeli, nato po vsem svetu. Žarki predstavljajo kri in vodo, ki sta privreli iz globine mojega usmiljenja takrat, ko je sulica prebodla moje umirajoče Srce na križu. Beli žarki predstavljajo vodo, ki očisti dušo, rdeči pa so kri, ki daje duši novo življenje. Ti žarki bodo ščit za dušo pred pravičnostjo mojega Očeta. Srečni tisti, ki živijo v tem zavetju, kajti Božja pravičnost jih tam ne bo dosegla.« (Dnevnik. 47, 299.)
Jezusova prikazovanja in njegova naročila so bila za redovnico po človeški plati težko breme in zahtevno poslanstvo. Sama ni znala slikati, redovne predstojnice in spovednik njenim izpovedim ter naročilom sprva niso verjeli. Ko pa je maja 1933 prispela v Vilno, danes glavno mesto Litve, je spoznala duhovnika Michała Sopoćka, ki ga je v duhu videla že prej in je takoj razumela, da bo njen odličen duhovni spremljevalec in vodnik. Ta ji je mdr. ukazal, da mora pisati dnevnik ter v njem opisati srečanja z Jezusom. Sestro Favstino je povezal s slikarjem Eugenijem Kazimirowskim in na Sopoćkovo prošnjo je Kazimirowski naslikal prvo podobo usmiljenega Jezusa. Ko je bila junija 1934 slika dokončana, se je sestra Favstina bridko zjokala, saj se ji Jezus ni zdel tako lep, kakor ga je sama videla. Toda Jezus jo je poučil: »Veličina te podobe ni v lepoti barv ali v potezah čopiča, marveč v moji milosti.« Z videnji ji je pokazal, da je slika primerna. (Dnevnik. 313, 420.)
V Vilni so se prikazovanja nadaljevala. Dne 29. marca 1934, na veliki četrtek, je sestra Favstina med sveto mašo slišala Gospodov glas, ki jo je klical, naj se daruje za grešnike, posebej za ljudi, ki so izgubili zaupanje v Božje usmiljenje. Proti koncu življenja je zapisala, da jo je Jezus imenoval sestro Favstino glasnica Božjega usmiljenja in ji mdr. naročil: »Glasnica moje najgloblje skrivnosti, vedi, da si v posebni zaupnosti z menoj; tvoja naloga je, da napišeš vse, kar ti razodevam o svojem usmiljenju v korist ljudi; ti bodo ob branju tega pisanja v dušah občutili tolažbo in bodo zbrali pogum, da se mi približajo« (Dnevnik. 1693.)

## Rožni venec Božjega usmiljenja
Dne 13. sept. 1935 je sestra Favstina videla angela, opisanega kot izvrševalca Božje jeze, ki naj bi obiskal določeno mesto na zemlji in kaznoval grešne prebivalce. Bila je žalostna, vneto je molila in prosila angela za usmiljenje. Doumela je, da so njene molitve brez moči, da bi v tem primeru pomirile Božji srd. Naenkrat se ji je prikazala Sveta Trojica in slišala je besede rožnega venca Božjega usmiljenja. Ta molitev je imela táko izredno moč, da je ustavila kazen. Jezus je sestri Favstini naročil, naj to molitev moli na jagodah navadnega rožnega venca, »najprej očenaš in zdravamarijo ter vero, nato na velikih jagodah očenaša naslednje besede: Večni Oče, darujem ti telo in kri, dušo in božanstvo tvojega preljubega Sina, našega Gospoda Jezusa Kristusa, v spravo za naše grehe in za grehe vsega sveta. Na malih jagodah boš molila naslednje
besede: Zaradi njegovega prebridkega trpljenja – usmili se nas in vsega sveta. Na koncu boš trikrat ponovila besede: Sveti Bog, sveti močni, sveti nesmrtni, usmili se nas in vsega sveta.« (Dnevnik. 476.)
Jezus je sestri Favstini naročil, naj veliko moli ta rožni venec in da bo po njem podelil ljudem številne milosti: »Môli nenehno ta rožni venec. Vsak, ki ga moli, bo ob smrtni uri deležen velikega usmiljenja. Duhovniki ga bodo priporočali grešnikom kot zadnje upanje. Če najhujši grešnik zmoli ta rožni venec vsaj enkrat, bo dobil milost neskončnega usmiljenja. Želim, da ves svet spozna moje neskončno usmiljenje. Želim podariti nepredstavljive milosti tistim, ki zaupajo v moje usmiljenje.« (Dnevnik. 687.)

## Delo
- Dnevnik svete s. M. Favstine Kowalske. [prevod Milanka Dragar, Martina Orožen, Alojzij Oberstar]. Stična: Cistercijanska opatija, 2001. - 605 str.